# Fiesta Nacional del Surubí
La Fiesta Nacional del Surubí es una emblemática festividad que se realiza anualmente en la ciudad de Goya, situada en el departamento homónimo, al centro-oeste de la provincia argentina de Corrientes. El evento principal es una competencia de pesca deportiva embarcada sobre las aguas del río Paraná, que tiene como especies exclusivas a los surubíes, peces de alto valor deportivo.

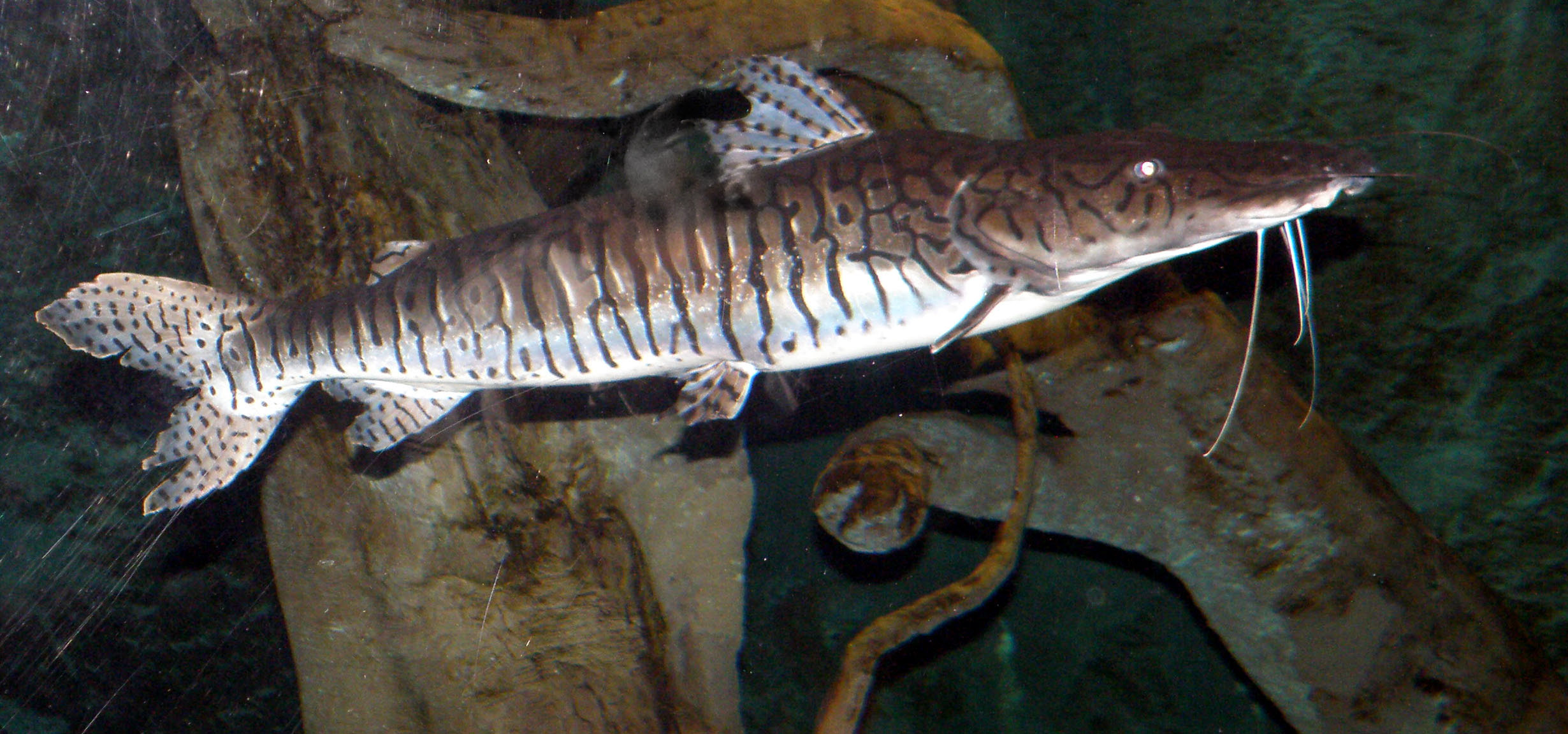
Surubí atigrado.

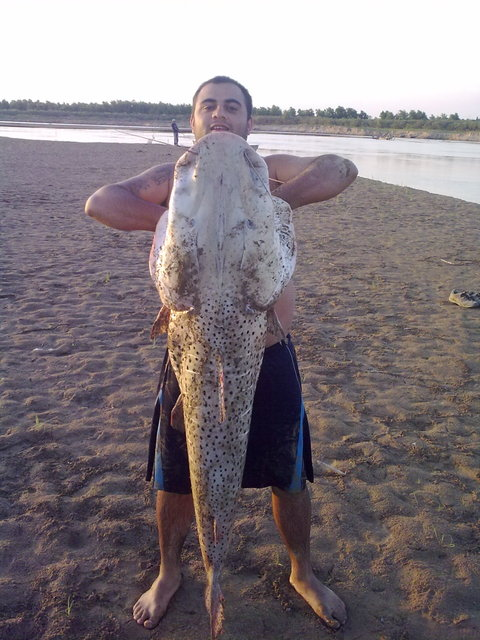
Pesca del surubí pintado.

## Los surubíes de Goya
El río Paraná frente a la ciudad de Goya posee una importante anchura y gran cantidad de canales y brazos que separan un gran archipiélago fluvial. Esto hace que sea un excelente lugar para la pesca deportiva de grandes ejemplares de las especies más importantes del sistema del Plata. De entre ellas destacan los surubíes, en sus dos especies, el pintado y el atigrado, peces carniceros que se ubican al tope de la cadena trófica, al predar sobre los cardúmenes de los grandes peces migradores del Plata.
Además de la belleza de sus coloraciones – cubierto de punto negros en el pintado y rayas y manchas variadas en el atigrado- estos peces atraen por el combate que ofrecen al ser prendidos por el pescador, lo que los ha hecho ser reconocidos en este deporte a nivel mundial, por lo que su pesca atrae a aficionados de todas las latitudes, representando un destacado rubro económico para las localidades costeras del litoral fluvial argentino, así como el paraguayo y el uruguayo.
La resistencia que ofrecen a la captura, gracias a la potencia de sus cuerpos musculosos, se ve magnificada por los importantes portes que ofrecen los ejemplares de mayor tamaño, los que para el caso del surubí pintado se han señalado longitudes máximas desde los 166 cm hasta 175 cm y pesos de 100 kg. La piel es desnuda (sin escamas), su cuerpo es redondeado, con una gran y achatada cabeza provista de ojos pequeños y una amplia boca terminal.
Para su pesca se emplea cañas de acción de 220 cm de largo (de 15 a 30 libras), con nailon N.º 40/50, reel rotativo, plomada corrediza de entre 10 y 40 g y anzuelos medianos (N.º 80 o 90), encarnando con cebo vivo, preferentemente morena, cascarudo, mojarra, boga o anguila criolla. La época de veda de su pesca va desde el 30 de noviembre al 30 de enero. Los ejemplares menores son denominados “cachorros”.

## Historia y características generales
Goya atrae turistas no solo para practicar pesca deportiva sino también por sus carnavales, su cultura y sus balnearios, con playas de arenas claras y aguas cálidas en la temporada estival.
La Fiesta Nacional del Surubí representa la fiesta más importante de la ciudad, siendo ya parte de la idiosincrasia del goyano.
Su comienzo se encuentra en el año 1969, siendo una iniciativa tanto de la municipalidad local como del Club de Caza y Pesca “Doña Goya”. 
La Secretaria de Turismo de la Nación, de la Argentina, mediante la Resolución N.º 157 le otorgó condición de Concurso Nacional en lo concerniente al surubí, y mediante la resolución N.º 30/80 declaró como “sede permanente” para el acontecimiento a la ciudad de Goya. 
La fiesta tiene su sede en un sector de la ribera de la ciudad, denominado al efecto: “Costa Surubí”. La Comisión Organizadora es la encargada de llevar a cabo el festejo, programando para la misma el concurso nacional del surubí (la competencia de pesca deportiva embarcada) y diversos actos paralelos, entre los que destacan: un concurso de pesca variada costera, un concurso de pesca de palometas; competencias deportivas (náutica, ciclismo, maratón, vóley, fútbol, etc.), desfile de carrozas, actos culturales, festivales gratuitos de canto y música y espectáculos musicales y recitales de artistas consagrados. También se realizan bailes y la elección y coronación de la reina del Surubí, la cual representará en el siguiente año a la localidad en las distintas fiestas que se realicen en todo el país.
La fiesta se realiza en los meses de otoño (entre fines de abril y comienzos de mayo). En la noche inaugural comienza formalmente la fiesta, junto con la presentación del Ballet Oficial y un show de fuegos artificiales se entona la “Canción del Surubí” pieza musical obra de Rodolfo Larderico "coqui" Correa interpretada en la voz de Oscar Macías, un suerte de himno del festival.

## El Concurso Nacional de Pesca del Surubí
En este concurso participan pescadores de toda la Argentina así como también de otros países. Los equipos de pescadores inscriptos parten por la tarde a bordo de entre 900 y 950 embarcaciones, lo que torna a esta competencia en el torneo de pesca deportiva más importante del país.
Dado el elevado número de embarcaciones, la largada se realiza en tres mangas según la potencia de las mismas, la primera es para yates, la segunda es de lanchas pequeñas y la tercera es la de las embarcaciones más potentes.
El espectáculo de la salida de los pescadores es uno de los momentos más llamativos, por lo que el público (en números cercanos a las 90.000 personas) se reúne en la costanera de la ciudad para presenciarlo. La atención también está en el cielo, ya que la salida es acompañada por un show de destreza aérea de pilotos profesionales.
Los concursantes buscan cobrar las mejores piezas durante la tarde y toda la noche, debido a que los surubíes son peces de comportamiento activo principalmente nocturno, siendo las horas de mayor oscuridad cuando buscan cazar a sus presas, especialmente si las temperaturas son elevadas, ya que con el tiempo fresco se aletarga. A la mañana siguiente regresan los pescadores y en horas del mediodía el fiscal general da oficialmente por terminada la disputa mediante un comunicado de radio. Anteriormente, al terminar, se efectuaba el pesaje y el remate de las piezas cobradas, sin embargo, desde 2005 se practica la pesca y devolución, liberándose los ejemplares luego de que un fiscal certifica su tamaño.
El cierre oficial de la fiesta, y la entrega de premios a los ganadores de cada categoría, se realiza mediante una cena de clausura en el “Gran Salón Surubí” de la cual participan más de 5000 personas.
Los nombres de los vencedores del concurso son agregados a la lista de grandes campeones que se encuentra en la base del “Monumento del Pescador Deportivo”, escultura tamaño real inspirada en la figura de Horacio López Boeri, un pescador goyano quien fuera uno de los creadores de esta competencia.
Premios principales
Se otorgan premios desde el primero hasta el décimo tanto al pescador individual (surubí mayor) así como por equipo (mejores puntajes).
Todas las piezas capturas deben cumplir con la medida mínima preestablecida por la reglamentación de la Dirección de Recursos Naturales, la FE.CO.PE. (Federación Correntina de Pesca) y la CO.MU.PE. (Comisión Municipal de Pesca), que señalan como válida la pieza de una longitud de 60 cm o más; en caso de cobrarla se debe dar aviso a un fiscal y durante la espera mantener al ejemplar en una cuna de conservación. El ejemplar que no alcance esta medida debe ser devuelto al río de manera inmediata.  
Otras premiaciones
También se otorgan otros premios.
- Dama mejor clasificada
- Pescador internacional más lejano
- Pescador nacional más lejano

### Expo-Goya
Desde el año 1986, en forma paralela al concurso de pesca se le agregó la “Expo-Goya”, una exposición ferial y muestra industrial, comercial, artesanal, turística y de servicios, que nuclea lo más destacado de la producción regional.